# Margaret Calvert
Margaret Vivienne Calvert OBE RDI (Zuid-Afrika, 12 mei 1936) is een Britse grafisch ontwerper en typograaf. Ze werd hoofdzakelijk bekend door haar ontwerpen voor het Britse Ministerie van Transport en British Rail die ze samen met Jock Kinneir maakte. Met Kinneir ontwierp ze onder meer verkeersborden, bewegwijzering, pictogrammen en de lettertypes Transport, Motorway en Rail Alphabet. Calvert staat bekend als de "moeder van het hedendaagse informatieontwerp".

## Opleiding
Calvert werd geboren in Zuid-Afrika in 1936. Haar vader was militair en haar moeder verpleegkundige. Toen ze vijf jaar oud was overleed haar vader tijdens een verkeersongeval. Nadat de apartheid in Zuid-Afrika toenam, verhuisde ze met haar moeder en zus in 1950 naar Engeland. In Londen ging ze naar St Paul's Girls' School. Aldaar werd ze door haar interesse in tekenen aangemoedigd te kiezen voor een kunstopleiding. Nadat ze de middelbare school in 1953 had afgerond, startte met een opleiding illustratie en grafiek aan de Chelsea College of Art.

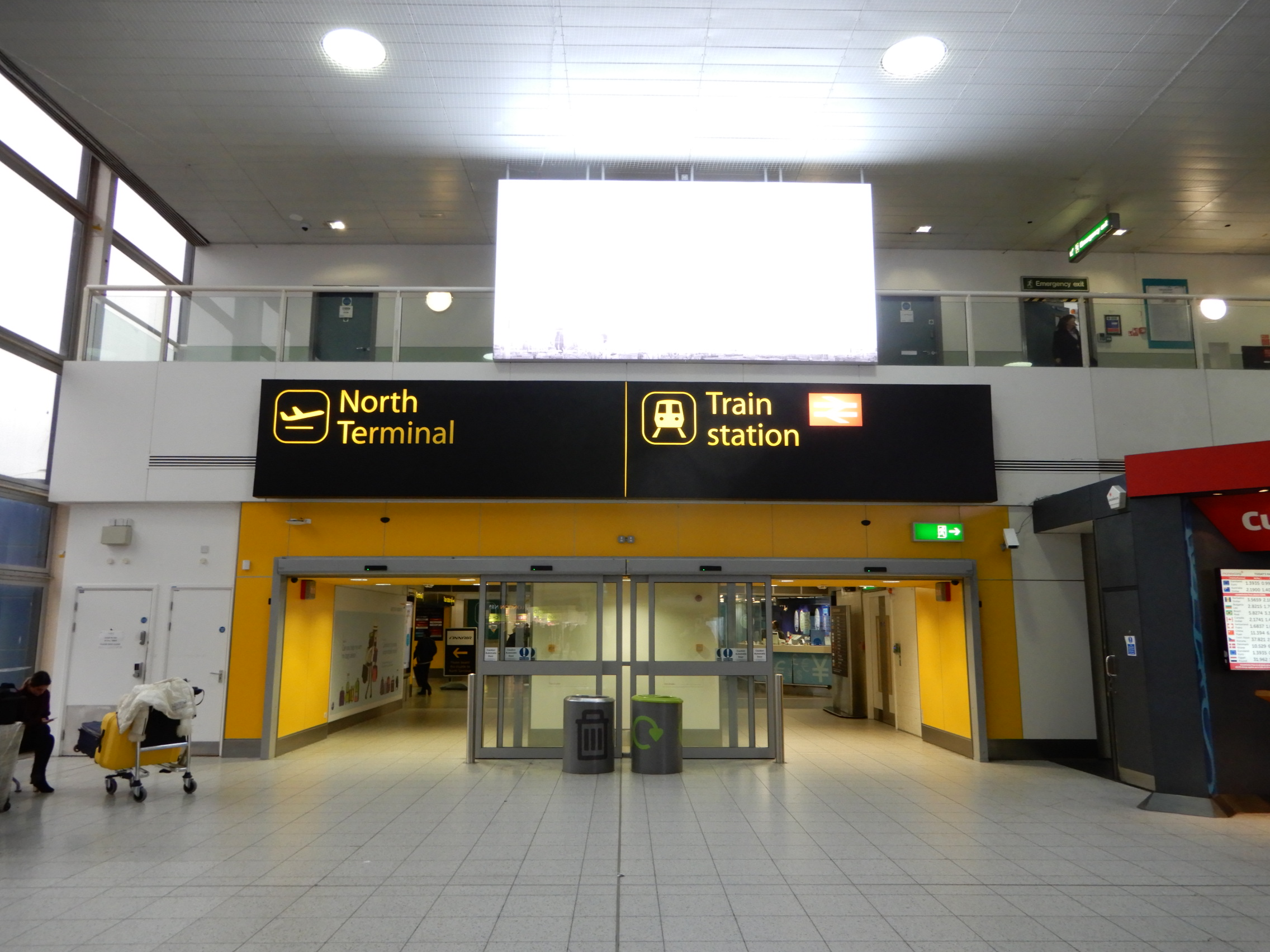
Bewegwijzering in Gatwick Airport.

In het laatste jaar van haar opleiding leerde ze ontwerper en gastdocent Jock Kinneir kennen die op zoek was naar een assistent voor zijn recentelijk opgerichte ontwerpbureau. Aanvankelijk wilde Calvert haar opleiding verder zetten aan de Royal College of Art, maar na haar afstuderen in 1957 startte ze een samenwerking met Kinneir. Ze assisteerde hem bij het ontwerp van een bewegwijzeringssysteem voor London Gatwick Airport.
Voor de bewegwijzering op de luchthaven werd na een onderzoek naar de meest effectieve kleurencombinatie gekozen voor de kleuren zwart en geel. In diezelfde periode ontwierp ze lettertypes voor onder meer de Milk Marketing Board en P&O.

## Snelwegen

Men at work: Wegwerkzaamheden of een tijdelijke rijbaanversperring (1963)

Children crossing: Overstekende kinderen (1965)

In 1957 werd het ontwerpbureau van Kinneir door de Anderson Committee gevraagd bewegwijzering voor de in het Verenigd Koninkrijk nieuw aangelegde snelwegen te ontwerpen. In het Verenigd Koninkrijk was er op dat moment nog geen uniform bewegwijzeringssysteem. Calvert ontwierp samen met Kinneir hiervoor de schreefloze lettertypes Transport en Motorway. Het lettertype Transport was lichtelijk gebaseerd op het lettertype Akzidenz Grotesk. Naast de lettertypes ontwierpen Calvert en Kinneir ook de rangschikking van de informatie op de borden en de bijbehorende pictogrammen.
De effectiviteit van de ontwerpen werd getest door het Road Research Laboratory. Er werd gekozen voor een combinatie van hoofdletters en kleine letters, aangezien dit van grote afstand gemakkelijker te lezen is. Het eerste bewegwijzeringsbord werd in 1958 als test geplaatst langs de Preston Bypass, thans de M6, in Lancashire, de eerste snelweg van Groot-Brittannië.
In 1963 werden zij door het Worboys Committee gevraagd om tevens verkeersborden en pictogramborden te ontwerpen. De vormen van de borden waren volgens Europese standaard. Op 1 januari 1965 werd het nieuwe bewegwijzeringssysteem geratificeerd door de overheid onder de titel The Traffic Sign Regulations and General Directions 1964. Het systeem werd geïmplementeerd in het Verenigd Koninkrijk en in de Britse overzeese gebieden. Het gehele project duurde tot en met 1967.
Voor de ontwerpen van de pictogrammen en verkeersborden deed ze inspiratie op in haar eigen omgeving. Het meisje op het verkeersbord dat waarschuwt voor overstekende kinderen baseerde ze op zichzelf als kind. De koe op het waarschuwingsbord voor vee was geïnspireerd op een koe genaamd 'Patience' die toebehoorde aan een familielid in Warwickshire.
In 2012 herwerkte ze samen met Henrik Kubel het lettertype Transport dat de naam New Transport kreeg. Vanaf 1 juli 2012 wordt het lettertype gebruikt op alle websites van de Britse overheid.

## British Rail

Logo British Rail (1965)

In 1964 werd Calvert partner van Kinneir en werd het ontwerpbureau omgedoopt tot Kinneir Calvert and Associates. In 1965 startten Calvert en Kinneir samen aan het ontwerp van het lettertype Rail Alphabet dat gemaakt werd in opdracht van British Rail. Het lettertype verving hiermee het lettertype Gill Sans dat tot dan toe door British Rail in gebruik was geweest. Het strakke schreefloze lettertype moest een rustige afwisseling vormen naast drukke reclame-uitingen op de perrons.
Het lettertype Rail Alphabet was aanvankelijk ontworpen voor de National Health Service (namens het ministerie van Volksgezondheid en Sociale Zekerheid) die tevens op zoek was naar een duidelijk leesbaar lettertype voor gebruik in ziekenhuizen. Het lettertype wordt tevens gebruikt door DSB in Denemarken. Variaties op het lettertype zijn in gebruik door het Britse Ministerie van Defensie en door British Airports Authority (BAA).

## Overige werkzaamheden
Van 1966 tot en met 2001 was Calvert als parttime docent verbonden aan de Royal College of Art. Van 1987 tot en met 1991 was ze hoofd van de afdeling grafisch ontwerp. Naast haar werk als docent bleef ze actief in het grafisch ontwerpvak. In 1980 ontwierp Calvert een lettertype voor een Franse cliënt die het niet wilde gebruiken omdat het "te Engels" was. Het lettertype werd vervolgens gebruikt voor het Tyne and Wear Metrosysteem.
Naast haar ontwerpen voor het Ministerie van Transport en Britsh Rail ontwierp Calvert ook postzegels voor Royal Mail en bewegwijzering voor banken. Voor Royal Mail ontwierp ze onder meer postzegels voor het vijftigjarig jubileum van de Concorde die niet in roulatie kwamen.
In 2001 stopte Calvert met haar werk als docent maar blijft werkzaam vanuit haar studio aan huis in Islington, Noord-Londen. In 2004 ontving Calvert een eredoctoraat van de University of Arts in Londen. Zeven jaar later werd ze benoemd tot Royal Designer for Industry. In 2016 ontving ze een OBE voor haar diensten aan de typografie en verkeersveiligheid. Datzelfde jaar kreeg ze een eredoctoraat van de Royal College of Art. In 2020 werd de tentoonstelling Margaret Calvert: Woman at Work in het Design Museum in Londen gewijd aan haar werk.

## Werken (selectie)
- Lettertype Transport
- Lettertype Motorway (1958) met Jock Kinneir
- Lettertype Rail Alphabet met Jock Kinneir
- Huisstijl British Rail met Jock Kinneir
- Lettertype Calvert (1980) voor het Tyne and Wear Metrosysteem[3]
- Lettertype New Transport met Henrik Kubel
- Lettertype Rail Alphabet 2 (2019) met Henrik Kubel

## Prijzen en onderscheidingen
- Eredoctoraat van de University of the Arts London (2004)[3]
- Royal Designer for Industry (2011)[12]
- Icon of the Year (2013)[18]
- D&AD President’s Award (2015)[27][28]
- Eredoctoraat van de Royal College of Art (2016)[12]
- OBE (2016)[12]
- Misha Black Medal (2016)[12]
- London Design Festival’s Lifetime Achievement Medal (2017)[12]
- Honorary Fellowship van Arts University Bournemouth (2018)[29]
- Prijs van de Type Directors Club 24th Annual Typeface Design Competition (2021) voor het lettertype New Transport (ontworpen samen met Henrik Kubel)
- Type Directors Club Medal (2024)[30]

## Galerij

Motorway (1958)
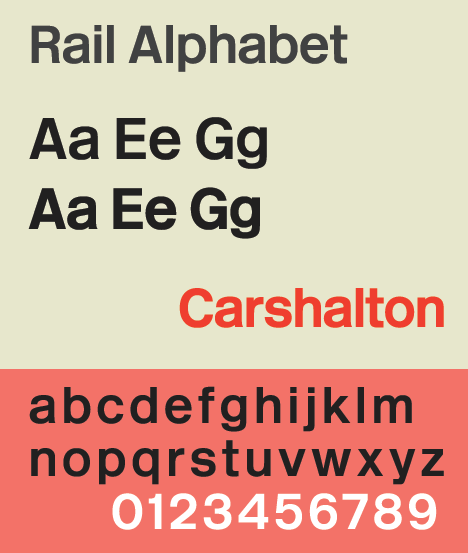
Rail Alphabet (1965)
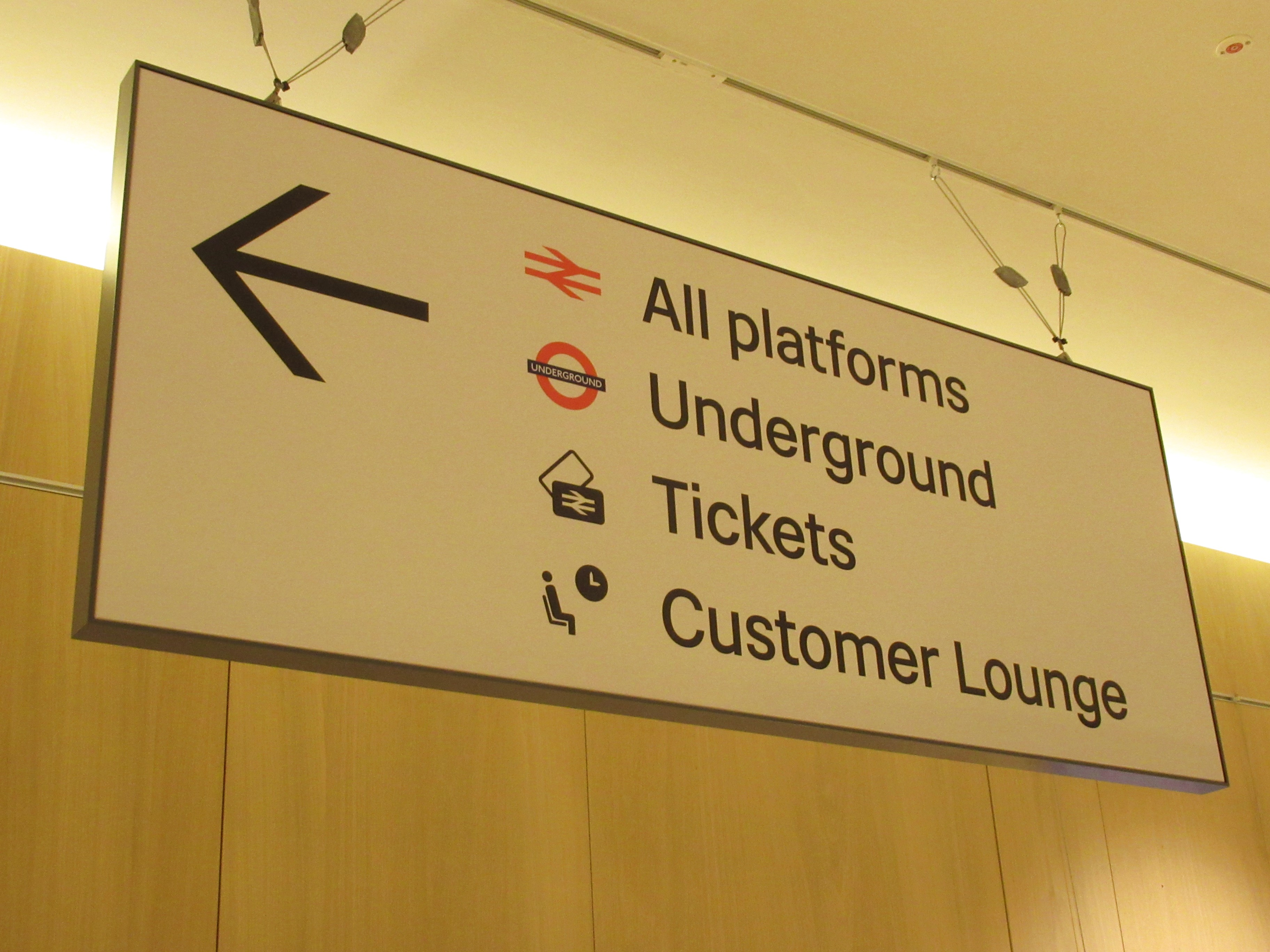
Bewegwijzering in een metrostation
Pictogram voor fietsverhuur
Pictogram voor motorsport
Pictogram voor toeristische informatie

- Gemeinsame Normdatei: 128538104
- Library of Congress Control Number: nb2018007737
- SNAC: w64n06zn
- Virtual International Authority File: 57667434
- WorldCat: E39PBJgt8T7Cfmpddrc9bXhCQq